# Paracepon nierstraszi
Paracepon nierstraszi is een pissebed uit de familie Bopyridae. De wetenschappelijke naam van de soort is voor het eerst geldig gepubliceerd in 1954 door Raghavan Sridharan Pillai.